# Нисимура, Такума (генерал)
Такума Нисимура (яп. 西村琢磨; 1 сентября 1899 — 11 июня 1951) — генерал-лейтенант Императорской армии Японии в годы Второй мировой войны.
Нисимура был уроженцем префектуры Фукуока. В 1910 году он окончил Рикугун сикан гакко, а в 1920 году — Рикугун дайгакко. Большую часть своей жизни он прослужил при генеральном штабе.
В 1936—1938 годах Нисимура был командиром 9-го пехотного полка, а в 1938—1939 годах командовал 1-й бригадой тяжёлой полевой артиллерии. В 1939—1940 годах он был начальником штаба Восточного оборонительного командования.
В 1940 году, будучи произведённым в генерал-майоры, Нисимура командовал индокитайским экспедиционным корпусом в ходе вторжения в Индокитай. В 1941 году он стал генерал-лейтенантом, и получил под командование 21-ю смешанную бригаду. В ходе Малайской кампании Нисимура командовал дивизией императорской гвардии, а после капитуляции Сингапура контролировал восточную часть острова.
Нисимура часто конфликтовал с командующим 25-й армией Ямаситой, поэтому его дивизия была не упомянута в императорском приказе, а он сам был отозван в Японию и в апреле 1942 года вынужден подать в отставку.
С июня 1943 года по февраль 1944 Нисимура был губернатором шанской федерации в северной Бирме. С февраля 1944 года он стал генерал-губернатором Суматры и занимал этот пост до конца войны.
После войны Нисимура предстал перед британским военным трибуналом в Сингапуре, был признан виновным в военных преступлениях и приговорён к пожизненному заключению. По пути в Японию, где он должен был отбывать наказание, Нисимура был снят с корабля в Гонконге и предстал перед австралийским военным трибуналом, заседавшем на острове Манус, будучи обвинённым в военных преступлениях ещё по ряду эпизодов. Трибунал приговорил его к смертной казни, и 11 июня 1951 года Нисимура был повешен.